# Tuxpan, Michoacán
Tuxpan là một đô thị thuộc bang Michoacán, México. Năm 2005, dân số của đô thị này là 24509 người.